# World Rugby
Pour les articles homonymes, voir IRB.
World Rugby, auparavant International Rugby Board (IRB) est l'organisme international qui gère le rugby à XV et le rugby à sept. Il définit notamment les règles du jeu et organise les principaux tournois, dont la Coupe du monde en catégorie masculine depuis 1987 et en catégorie féminine depuis 1998. Il est fondé (sous le nom d'International Rugby Football Board, IRFB) le 1er janvier 1886, son siège est à Dublin.
Six associations régionales, représentant approximativement chaque continent, sont affiliées à World Rugby et l'aident à développer le rugby à XV et le rugby à sept à travers le monde : Rugby Europe, Rugby Afrique, Rugby Americas North, Sudamérica Rugby, Asia Rugby et Oceania Rugby. En 2020, World Rugby calcule le classement mondial de 105 membres, dont les premiers sont l'Afrique du Sud pour les hommes et la Nouvelle-Zélande pour les femmes, ainsi que de 18 membres associés.
Pendant la présidence du Français Bernard Lapasset (2008-2016), le rugby est réintégré au programme des Jeux olympiques à partir de 2016 à Rio sous sa forme à sept. L'actuel président est l'ancien international anglais Bill Beaumont, élu en 2016 et réélu en 2020.

## Histoire
Le 1er mars 1884, lors du deuxième tournoi britannique de rugby à XV, l'Angleterre rencontre l'Écosse à Blackheath, dans la banlieue londonienne. Au cours de ce match, l'arbitre irlandais accorde un essai à l'équipe anglaise qui semble non valable pour les Écossais.
Le match est d'abord arrêté, puis les visiteurs acceptent de terminer la rencontre et de régler le contentieux plus tard. L'Anglais Bolton transforme l'essai et permet ainsi à son équipe de gagner le match 1 à 0 (seuls les essais transformés et les drop goals sont comptabilisés à l'époque).
À la suite de cet incident, un différend sur les règles du jeu oppose les fédérations écossaise et anglaise, si bien que le match de l'année suivante est annulé et que le tournoi britannique 1885 n'est pas terminé.
À l'initiative de la fédération irlandaise, des représentants des quatre nations britanniques se rencontrent à Dublin en 1886 pour discuter de la création d'un organisme international régissant les règles du jeu de Rugby. La fédération anglaise, qui fixe les lois depuis 1871, refuse de perdre ce pouvoir et l'International Rugby Football Board (IRFB) est fondé par les fédérations écossaise, galloise et irlandaise.
À partir de décembre 1887, les fédérations de l'IRFB décident qu'elles ne joueront plus contre l'Angleterre tant qu'elle ne les aura pas rejointes. Ainsi, les tournois 1888 et 1889 se disputent à trois. En 1890, les Anglais acceptent de rejoindre le Board, à la condition qu'ils y aient six membres contre deux à chacune des autres nations; ce nombre sera réduit à quatre en 1910.
Dès les années 1880, dans le Nord de l'Angleterre, les clubs commencent à payer les ouvriers en compensation du temps chômé pour participer aux matches de rugby. En 1893, la fédération anglaise (RFU) reçoit également une plainte du Cumberland County Union car un de leurs joueurs aurait été payé pour changer de club. Une enquête est menée et les clubs du Lancashire et du Yorkshire menacent de quitter la fédération si des sanctions sont prises. Le 20 septembre, la RFU refuse toute forme de professionnalisme, y compris les compensations de temps de travail.
En août 1895, vingt-deux clubs font sécession et créent le Northern Rugby Football Union, qui deviendra le Rugby Football League en 1922, actuelle fédération anglaise de rugby à XIII. Le jeu défini par l'IRFB reste amateur, et cela jusqu'en 1995.
Les premières fédérations à rejoindre le Board après les Îles Britanniques sont celles de Nouvelle-Zélande et d'Afrique du Sud en 1948, puis d'Australie en 1949. Chaque membre a alors deux représentants au Conseil.
La première non anglo-saxonne est celle de la France en 1978, l'IRFB compte alors huit membres. Au début des années 1980, l'idée d'un tournoi mondial prend forme sous l'impulsion de l'Australie et de la Nouvelle-Zélande, qui n'ont que les tournées pour affronter d'autres équipes nationales. La France a bien émis cette idée dans les années 1940 et 1970 mais elle n'est pas suivie par l'IRFB la jugeant "farfelue", alors qu'en réalité elle est soucieuse de ne pas laisser basculer le rugby mondial dans le professionnalisme. En mars 1985, le Conseil de l'IRFB se réunit à Paris pour en discuter. Les îles britanniques sont opposées au projet, la France y est favorable et se rallie aux nations océaniennes. La position de l'Afrique du Sud est déterminante et, bien qu'ils sachent qu'ils ne pourront pas participer à la compétition à cause de l'apartheid, Danie Craven et Fritz Eloff votent pour.
Il y a alors partage des voix, mais les Anglais et les Gallois changent finalement de camp et l'IRFB annonce la création d'une Coupe du monde de rugby à XV. Le succès de cette compétition en fait aujourd'hui le poumon financier de l'International Rugby Board, les bénéfices permettent de continuer de promouvoir et de développer le rugby à travers le monde.
En 1987 les neuf nations invitées à la première Coupe du monde s'affilient au Board, puis une centaine de fédérations les suivront de 1988 à 2009. En mai 2009, l'IRB compte 98 membres à part entière et 18 membres associés.
En août 1995, presque un siècle jour pour jour après le Grand Schisme, l'IRFB retire de ses statuts toute mention de l'amateurisme. Les fédérations de l'hémisphère Sud créent la SANZAR pour organiser les premiers tournois professionnels en 1996 : le Super 12 au niveau des provinces et des franchises et le Tri-nations pour les sélections nationales.
L'International Rugby Football Board devient International Rugby Board (IRB) en 1998.
Le 9 octobre 2009, le Comité international olympique vote à 81 voix sur 90 la présence du rugby à sept au programme des Jeux olympiques de 2016.
Si le rugby à XV est olympique jusqu'aux Jeux de Paris en 1924, son retour est initié par Vernon Pugh, alors président du Board, avec la reconnaissance de l'IRFB par le CIO en novembre 1994.
L'International Rugby Board devient World Rugby le 19 novembre 2014,.
Bernard Lapasset, devenu co-président du comité de candidature de Paris pour les Jeux olympiques d'été de 2024, ne se représente pas pour un nouveau mandat à la présidence du World Rugby. Le 11 mai 2016, l'ancien international anglais Bill Beaumont est élu à ce poste en compagnie de l'Argentin Augustin Pichot qui prend la vice-présidence. Ils entrent en fonction le 1er juillet 2016. Le 30 avril 2020, Bill Beaumont est réélu et le Français Bernard Laporte, président de la FFR, est désigné vice-président.
Le 17 juin 2020, Bill Beaumont annonce l'examen indépendant de sa gouvernance, présidé par Hugh Robertson, président du comité olympique britannique et ancien ministre des sports du Royaume-Uni.
Début janvier 2021, l'examen indépendant de la gouvernance de World Rugby rapporte à la fédération ses conclusions. Parmi les sept recommandations exposées, la commission indépendante suggère la hausse de la représentation féminine dans les sphères de décision (jusqu'à au moins 40 %), des tests d'aptitude pour les nouveaux élus, une charte de comportement et d'éthique pour prévenir d'éventuels conflits d'intérêts mais aussi une plus grande diversité des représentants, notamment d'un point de vue géographique.
En mars 2021, le Britannique Alan Gilpin, ancien directeur de la Coupe du monde de rugby 2019, est nommé à la direction générale de World Rugby, remplaçant Brett Gosper, en partance pour la NFL.

## Identité visuelle
Avec la nouvelle dénomination de l'institution en 2014, un nouveau logo est adopté. Il est retravaillé au niveau des couleurs début mai 2020.

Évolution du logo
Logo de l'IRB abandonné le 18 novembre 2014.
Logo de World Rugby du 18 novembre 2014 à mai 2020.
Logo de World Rugby instauré en mai 2020.

## Fédérations membres
Premiers du
classement World Rugby

L'adhésion à World Rugby se fait en quatre étapes :
1. Affiliation à une association régionale, pendant au moins un an ;
2. Adhésion à une association régionale, pendant au moins deux ans ;
3. Association à World Rugby, pendant au moins deux ans : possibilité de participation aux tournois de l'IRB, sauf à la Coupe du monde ;
4. Adhésion à World Rugby : possibilité de participation à tous les tournois de l'IRB, y compris la Coupe du monde.

### Classements
World Rugby publie chaque semaine depuis la Coupe du monde 2003 un classement des équipes nationales masculines et depuis 2016 un classement des équipes nationales féminines qui permet d'évaluer les nations les unes par rapport aux autres.

## Gouvernance

### Conseil
Le conseil se réunit deux fois par an. Il gère et contrôle les affaires de World Rugby. Il formule et surveille la mise en œuvre du plan stratégique et l'application des décisions et choisit le pays d'accueil pour la Coupe du monde de rugby. Le conseil considère les recommandations de l'assemblée générale. Le conseil peut admettre ou expulser des nations membres. Il est aussi l'autorité législative suprême de World Rugby. La plupart des décisions du conseil exigent l'approbation à la majorité simple, mais modifier les statuts de World Rugby, les règlements, ou les règles du jeu exigent l'approbation des trois quarts du conseil.

#### Composition avant 2016
Avant 2016, celui-ci est composé de 28 membres :
- les président et vice-président de World Rugby ;
- deux représentants pour chacune des huit premières nations affiliées, appelées Nations fondatrices : l'Angleterre, l'Écosse, l'Irlande, le pays de Galles, la France, l'Afrique du Sud, l'Australie et la Nouvelle-Zélande ;
- un représentant pour chacune de quatre nations : l'Italie, l'Argentine, le Canada et le Japon ;
- enfin un représentant pour chacune des six associations régionales.

#### Composition depuis 2016
Depuis 2016, celui-ci est composé de 40 membres :
- les président et vice-président de World Rugby ;
- deux représentants pour les huit premières nations affiliées, appelées Nations fondatrices : l'Angleterre, l'Écosse, l'Irlande, le pays de Galles, la France, l'Afrique du Sud, l'Australie et la Nouvelle-Zélande ;
- deux représentants pour trois autres nations : l'Italie, l'Argentine et le Canada ;
- un représentant pour quatre nations : les États-Unis, la Géorgie, le Japon et la Roumanie ;
- un représentant pour chacune des six associations régionales (avec deux voix de vote pour chaque association).

Au total, les pays européens représentent seize voix permanentes lors des votes, les pays océaniques six voix, les pays nord-américains cinq voix, les pays sud-américains quatre voix, les pays africains quatre voix et les pays asiatiques trois voix.

### Comité exécutif
Le comité exécutif assure la gestion effective de World Rugby. Il formule et contrôle la mise en œuvre du plan stratégique, du plan de développement, du plan opérationnel et du budget. En 2016, dans le cadre des réformes au conseil de World Rugby, le comité exécutif a été porté à douze membres :
- les président et vice-président de World Rugby ;
- le directeur général de World Rugby ;
- neuf membres élus au sein de l'assemblé générale dont deux membres indépendants.

### Assemblée générale
L'assemblée générale qui réunit l'ensemble des membres se réunit tous les deux ans. L'assemblée générale peut faire des recommandations au conseil, et peut discuter de questions proposées par le conseil mais elle n'a pas de pouvoir législatif.

### Présidents successifs
Jusqu'en 1996, l'IRB est dirigé par une présidence non élue et tournante entre les présidents des fédérations majeures de rugby à XV.
- 1980 - 1987 :  Albert Ferrasse
- 1994 - 1995 :  Vernon Pugh
- 1995 - 1996 :  Bernard Lapasset

À partir de 1996, les présidents sont élus pour un mandat de quatre ans :
- 1996 - 2002 :  Vernon Pugh
- 2003 - 1er juillet 2007 :  Syd Millar
- 1er juillet 2008 - 1er juillet 2016 :  Bernard Lapasset (réélu le 12 décembre 2011[18])
- 1er juillet 2016 - 14 novembre 2024 :  Bill Beaumont (réélu le 2 mai 2020[19])
- Depuis le 14 novembre 2024 :  Brett Robinson

## Rôle
Les principaux rôles de World Rugby sont :
- la définition des lois et règles du Jeu[Note 2] ;
- l'organisation de compétitions ;
- la promotion et le développement du Jeu à travers le monde ;
- depuis septembre 2003, calcul d'un classement hebdomadaire des sélections nationales.

## Règles du jeu
Dès 1887, les fédérations écossaise, galloise et irlandaise décident que tous les matches internationaux devront se jouer avec le règlement de l'IRFB. Mais ce n'est qu'à partir des années 1930 que les lois du Board font également référence pour les rencontres nationales, auparavant chaque pays jouait avec ses propres règles.
Les lois du jeu ont beaucoup évolué depuis 1887, par exemple la manière de décompter les points, la possibilité de remplacer des joueurs, ou encore l'apparition des cartons jaunes et rouges, et des modifications continuent d'être apportées chaque année. Les nouvelles règles sont en général d'abord testées localement puis éventuellement étendues au monde entier. La dernière grande réforme a lieu en 2009. Après avoir testé plusieurs évolutions à partir de 2006, du tournoi de l'Université de Stellenbosch au Super 14 2008, en passant par la Coupe d'Écosse 2007, treize « lois expérimentales » sont entrées en vigueur au niveau mondial le 1er août 2008 et dix d'entre elles ont finalement été approuvées par l'IRB en mai 2009.
De nouvelles évolutions sont envisagées après la Coupe du monde 2011.

## Compétitions

### Coupe du monde
Deux compétitions internationales opposent les meilleures équipes nationales de rugby à XV tous les quatre ans, sous l'égide de World Rugby :
- la Coupe du monde masculine depuis 1987 ;
- la Coupe du monde féminine[Note 1],[23] depuis 1998. Les éditions 1991 et 1994 n'ont été reconnues par World Rugby qu'en 2009[24].

### Série mondiale
World Rugby organise deux principales compétitions, sous la forme d'une série de plusieurs tournois joués à travers le monde et durant toute une saison, la série mondiale (désignée à travers les années en tant que Sevens, Sevens World Series ou plus récemment SVNS), déclinée en deux catégories :
- la Série mondiale masculine de rugby à sept en catégorie masculine depuis 1999.
- la Série mondiale masculine de rugby à sept en catégorie féminine depuis 2012.

Depuis 2020, un second échelon est structuré afin de rendre plus visible le système de qualification en série mondiale, le Sevens Challenger.
Par ailleurs, sur le principe du rugby à XV, une Coupe du monde de rugby à sept est elle aussi organisée tous les quatre ans.

### Compétitions de développement
Plusieurs compétitions sont organisées afin de permettre le développement d'équipes nationales non-majeures. Parmi elles, on trouve entre autres :
- la Coupe des nations ;
- la Coupe des nations du Pacifique ;
- le Pacific Challenge.

L'organisation de certaines d'entre elles a été abandonnée, parmi elles :
- l'Americas Rugby Championship, de 2009 à 2014 ;
- la Tbilissi Cup, de 2013 à 2015.

### Compétitions en catégorie junior
En 2007, l'IRB restructure l'ensemble des compétitions de jeunes qu'elle organise. Ainsi, la catégorie des moins de 20 ans est mise en avant, aux dépens de celles des moins de 21 et de 19 ans. Ainsi, à partir de la saison 2008, le Championnat du monde junior rassemble les meilleures équipes nationales de moins de 20 ans. Le Trophée mondial fait quant à lui office de deuxième division.

### Projets de compétitions

#### Championnat des nations
Le Championnat des nations est un projet avorté de championnat mondial opposant les douze meilleures nations de la planète. La première édition théorique était censée être organisée en 2022, de manière annuelle à l'exception des années de Coupe du monde. Par ailleurs, il devait mettre fin aux tournées d'été et d'automne, et se superposer au Tournoi des Six Nations, au Rugby Championship et aux tournées des Lions britanniques et irlandais sans pour autant les remplacer.
Les premiers contours de la compétition sont établis en 2018 par le vice-président de World Rugby Agustín Pichot, avec le soutien de plusieurs fédérations nationales, dont les néo-zélandaise et française,. Néanmoins, son format est vivement critiqué. Ainsi, les nations du Pacifique craignent qu'elle ne devienne une ligue quasiment fermée sur le modèle du Tournoi des Six Nations et du Rugby Championship, les excluant à terme au profit des États-Unis et du Japon. Le Pacific Rugby Players Welfare, syndicat des joueurs du Pacifique, appelle ainsi au boycott de la Coupe du monde 2019, afin que World Rugby clarifie sa position. D'autre part, les clubs professionnels français et anglais, par l'intermédiaire de leurs institutions, la Ligue nationale de rugby et Premiership Rugby se déclarent hostiles à ce sujet étant donné qu'ils n'ont jamais été consultés, et menacent d'attaquer la fédération internationale en justice.
De manière générale, le format de ce championnat des nations risque de dévaloriser la Coupe du monde ; selon l'entraîneur des All Blacks Graham Henry, les joueurs internationaux n'y seraient pas favorables étant donné que les calendriers internationaux sont déjà surchargés.
Le projet est finalement abandonné par la fédération internationale, en raison des critiques et désaccords avec les différentes fédérations nationales et institutions du rugby mondial,.

## Récompenses
Chaque année depuis 2001, les prix IRB (en anglais IRB Awards ; devenus les prix World Rugby) sont décernés pour honorer les réalisations exceptionnelles dans le rugby comme le meilleur joueur, le meilleur entraîneur, le meilleur espoir ou la meilleure équipe de l'année.
Avant 2009, tous les prix étaient décernés lors d'une cérémonie annuelle, la cérémonie la plus récente a été tenue à Londres le 23 novembre 2008. En effet en 2009 et 2010, à la suite de la crise économique de la fin des années 2000, il est décidé que la cérémonie annuelle ne récompenserait que le joueur international, l'équipe et l'entraîneur de l'année. Tous les autres prix sont décernés à différents moments tout au long de l'année. L'IRB prévoit actuellement de rétablir une seule cérémonie de fin d'année après la Coupe du monde de rugby 2011. 
Les prix remis par World Rugby sont les suivants, selon les années :
- Meilleur joueur du monde de l'année ;
- Meilleure joueuse du monde de l'année ;
- Meilleure équipe de l'année ;
- Meilleur entraîneur de l'année ;
- Meilleur joueur du monde de rugby à sept ;
- Meilleure joueuse du monde de rugby à sept ;
- Meilleure équipe de rugby à sept de l'année ;
- Meilleur espoir de l'année ;
- Personnalité féminine de l'année ;
- Récompense Arbitrale pour service distingué ;
- prix Vernon Pugh pour service distingué ;
- prix pour le développement de l'IRB ;
- prix pour l'esprit rugbystique.

Lors de la cérémonie de fin d'année, l'International Rugby Players Association (IRPA) remet aussi les prix suivants :
- IRPA essai de l'année ;
- prix spécial du mérite IRPA.

Dans le passé, l'IRB a également décerné :
- IRB International U21 joueur de l'année ;
- IRB Moins de 19 ans joueur de l'année ;
- prix du Président de l'IRB (devenu en 2004 Prix Vernon Pugh).

En 2006, l'IRB crée également son propre Temple de la renommée (en anglais IRB Hall of Fame, à ne pas confondre avec le Temple international de la renommée du rugby), afin d'honorer les personnes et institutions qui ont contribué au rugby à XV. Les premiers entrants sont William Webb Ellis et la Rugby School. Les entrants au Temple de la renommée en 2007 sont Pierre de Coubertin, Danie Craven, John Eales, Gareth Edwards et Wilson Whineray. Les intronisés de 2008 sont l'équipe "Natives" de Nouvelle-Zélande 1888-1889 et son organisateur Joe Warbrick, Jack Kyle ; le Melrose RFC et Ned Haig (pour leur rôle dans l'invention de rugby à sept), Hugo Porta, et Philippe Sella.

## Associations régionales
Six associations régionales, représentant approximativement chaque continent, sont affiliées à World Rugby et l'aident à développer le rugby à XV et le rugby à sept à travers le monde. Certains membres de ces associations ne sont pas membres du Board.

Toutes les fédérations membres ou associées à World Rugby sont ici représentées selon l'importance de leur nombre de licenciés par continent (les données sont de 2018).
Amérique du Nord :
> 100000 licenciés
> 40000 licenciés
> 20000 licenciés
> 10000 licenciés
> 5000 licenciés
< 5000 licenciés
Amér. centrale et du Sud :
> 100000 licenciés
> 40000 licenciés
> 20000 licenciés
> 10000 licenciés
> 5000 licenciés
< 5000 licenciés
Europe :
> 200000 licenciés
> 100000 licenciés
> 40000 licenciés
> 20000 licenciés
> 10000 licenciés
> 5000 licenciés
< 5000 licenciés
Afrique :
> 600000 licenciés
> 200000 licenciés
> 100000 licenciés
> 40000 licenciés
> 20000 licenciés
> 10000 licenciés
> 5000 licenciés
< 5000 licenciés
Asie :
> 100000 licenciés
> 40000 licenciés
> 20000 licenciés
> 10000 licenciés
> 5000 licenciés
< 5000 licenciés
Océanie :
> 200000 licenciés
> 100000 licenciés
> 40000 licenciés
> 20000 licenciés
> 10000 licenciés
> 5000 licenciés
< 5000 licenciés

### Europe
En Europe, World Rugby est représentée par Rugby Europe, créée en 1999 sous le nom de FIRA-AER, et issue elle-même de la FIRA, fondée en 1934. Elle organise notamment le Championnat européen des nations et le Seven's Grand Prix Series.

#### 37 fédérations européennes membres de World Rugby
(Entre parenthèses, année d'affiliation)
- Allemagne (1988)
- Andorre (1991)
- Angleterre (1890)
- Autriche (1992)
- Belgique (1988)
- Bosnie-Herzégovine (1996)
- Bulgarie (1992)
- Croatie (1992)
- Danemark (1988)
- Écosse (1886)
- Espagne (1988)
- Finlande (2001)
- France (1978)
- Géorgie (1992)
- Hongrie (1991)
- Irlande (1886)
- Israël (1988)
- Italie (1987)
- Lettonie (1991)
- Lituanie (1992)
- Luxembourg (1991)
- Malte (2000)
- Moldavie (1994)
- Monaco (1998)
- Norvège (1993)
- Pays-Bas (1988)
- Pays de Galles (1886)
- Pologne (1988)
- Portugal (1988)
- Roumanie (1987)
- Serbie (1988)
- Slovénie (1996)
- Suède (1988)
- Suisse (1988)
- Tchéquie (1988)
- Turquie (2020)
- Ukraine (1992)

#### Quatre fédérations associées à World Rugby
- Azerbaïdjan (2004)
- Chypre (2014)
- Monténégro (2024)[37]
- Slovaquie (2016)

#### Fédérations suspendues
- Arménie (2004)[38]
- Grèce (2009)
- Russie (1990)

### Afrique
Rugby Afrique développe le rugby sur le continent africain avec notamment l'organisation de la Coupe d'Afrique de rugby à XV, de la Coupe d'Afrique 2 et de la Coupe d'Afrique 3.

#### Vingt-et-une fédérations africaines membres de World Rugby
- Afrique du Sud (1949)
- Algérie (2021)
- Botswana (1994)
- Burkina Faso (2020)
- Burundi (2004)
- Cameroun (1999)
- Côte d'Ivoire (1998)
- Eswatini (1998)
- Ghana (2004)
- Kenya (1990)
- Madagascar (1998)
- Maroc (1998)
- Maurice (2004)
- Namibie (1990)
- Nigeria (2001)
- Ouganda (1997)
- Rwanda (2004)
- Sénégal (1999)
- Tunisie (1988)
- Zambie (1995)
- Zimbabwe (1987)

#### Six fédérations associées à World Rugby
- Égypte (2022)
- Lesotho (2022)
- Mali (2004)
- République démocratique du Congo (2022)
- Tanzanie (2004)
- Togo (2004)

### Amérique du Nord et Caraïbes

#### Douze fédérations nord-américaines et caraïbes membres de World Rugby
- Bahamas (1994)
- Barbade (1995)
- Bermudes (1992)
- Canada (1987)
- États-Unis (1987)
- Guyana (1995)
- Îles Caïmans (1997)
- Jamaïque (1996)
- Mexique (2006)
- Saint-Vincent-et-les-Grenadines (2001)
- Sainte-Lucie (1996)
- Trinité-et-Tobago (1992)

#### Une fédération associée à World Rugby
- Îles Vierges britanniques (2001)

### Amérique du Sud

#### Neuf fédérations sud-américaines membres de World Rugby
- Argentine (1987)
- Brésil (1995)
- Chili (1991)
- Colombie (1999)
- Costa Rica (2014)
- Paraguay (1989)
- Pérou (1999)
- Uruguay (1989)
- Venezuela (1998)

#### Deux fédérations associées à World Rugby
- Guatemala (2016)
- Panama (2020)

### Asie

#### Vingt-trois fédérations membres de World Rugby
- Chine (1997)
- Corée du Sud (1988)
- Émirats arabes unis (2012)[39]
- Guam (1998)
- Hong Kong (1988)
- Inde (1999)
- Indonésie (2008)
- Iran (2020)
- Japon (1987)
- Jordanie (2024)
- Kazakhstan (1997)
- Laos (2020)
- Malaisie (1988)
- Mongolie (2004)
- Népal (2020)
- Ouzbékistan (2004)
- Pakistan (2004)
- Philippines (2004)
- Qatar (2020)
- Singapour (1989)
- Sri Lanka (1988)
- Taipei chinois (1998)
- Thaïlande (1989)

#### Quatre fédérations associées à World Rugby
- Brunei (2013)
- Kirghizistan (2004)
- Liban (2018)
- Syrie (2022)

### Océanie

#### Onze fédérations océaniennes membres de World Rugby
- Australie (1949)
- Fidji (1987)
- Îles Cook (1995)
- Îles Salomon (1999)
- Niue (1999)
- Nouvelle-Zélande (1949)
- Papouasie-Nouvelle-Guinée (1993)
- Samoa (1988)
- Samoa américaines (2012)
- Tonga (1987)
- Vanuatu (1999)

#### Quatre membres non associés à World Rugby
- Nouvelle-Calédonie
- Tahiti
- Tuvalu
- Wallis-et-Futuna